# Phascopsis rubicunda
Phascopsis rubicunda är en bladmossart som beskrevs av Stone 1980. Phascopsis rubicunda ingår i släktet Phascopsis och familjen Pottiaceae. Inga underarter finns listade i Catalogue of Life.